# Radosław
Radosław o Radoslav - es un nombre propio masculino de origen Eslavo, su significado: "rad" (cuidado, alegría) y  “slav / sław” (fama, gloria).

## Personajes
- Radoslav Kováč, un futbolista checo
- Radoslav Látal, un exfutbolista checo, actualmente ejerce de entrenador
- Radosław Majdan, un jugador de fútbol de Polonia que juega para el Polonia Varsovia
- Radosław Matusiak, un futbolista polaco
- Radoslav Nesterovič, un jugador de baloncesto esloveno
- Radosław Sikorski, un político conservador polaco